# بخش ستراوسکولسکی
بخش ستراوسکولسکی (به لاتین: Starooskolsky District) یک منطقهٔ مسکونی در روسیه است که در استان بیلگاراد واقع شده‌است.